# Auricoste
Auricoste es una empresa relojera francesa, asociada con la Marina Nacional francesa. Fundada en 1854 por el relojero francés Émile Thomas, la firma pasó a tener su nombre actual a finales del siglo XIX por el industrial Joseph Auricoste.

## Historia

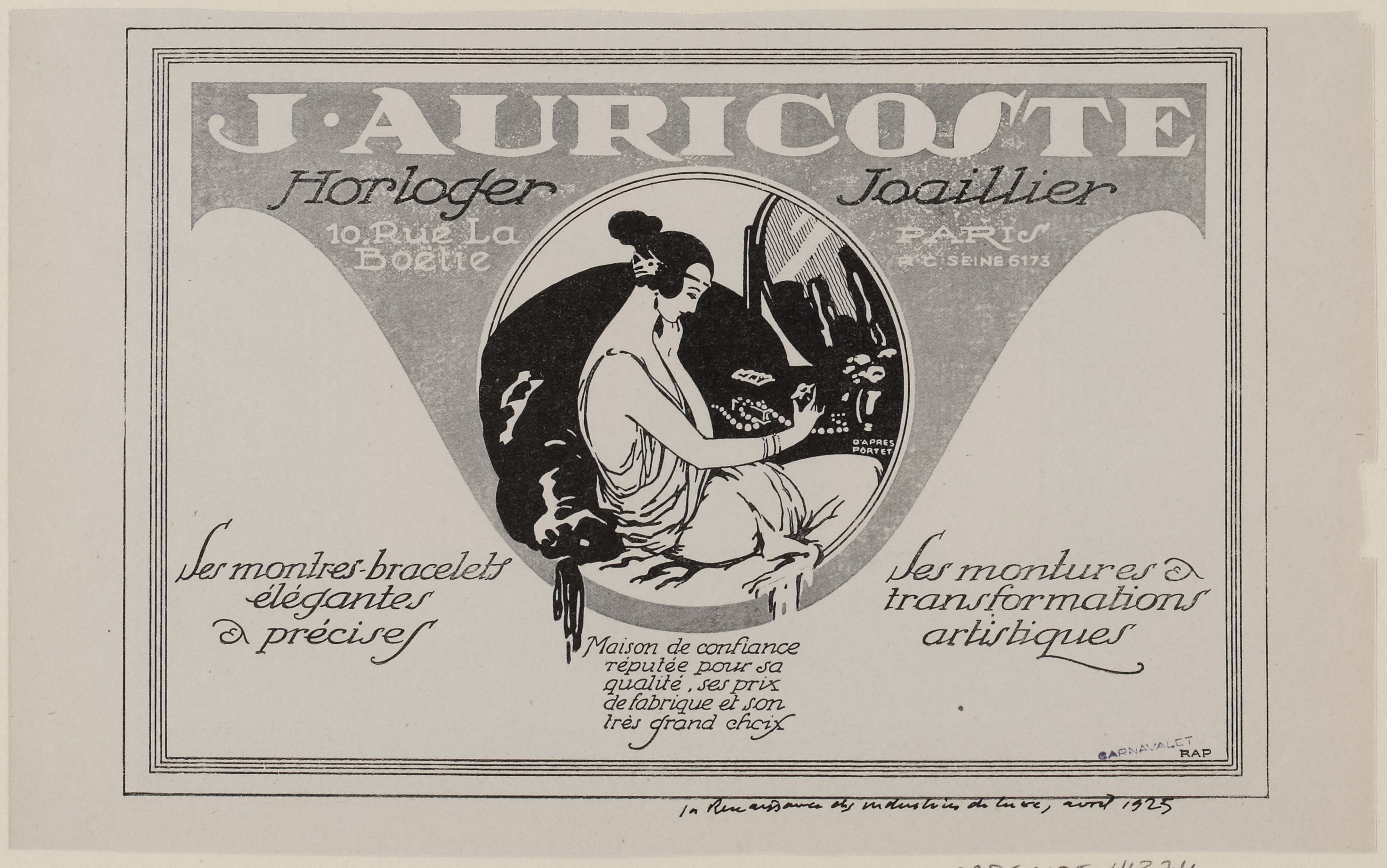
Publicidad de Auricoste (1925)

La Maison Auricoste fue fundada en 1854 por el relojero Émile Thomas. En 1864 se unió a la empresa el también relojero Antoine Redier.
Entre sus principales clientes se encontraba Georges-Ernest Fleuriais, que convenció a los dos relojeros para que presentaran sus productos a los servicios de la Marina y a la Oficina del Observatorio, teniendo en consideración que relojes construidos por Thomas cumplían con los requisitos establecidos por la Marina.
La empresa fue adquirida a finales del siglo XIX por Joseph Auricoste, convirtiéndose en suministradora de relojes para el Elíseo, el Senado y el Banco de Francia, pero también a los ejércitos, a medida que se acercaba la Primera Guerra Mundial, con alrededor de 30 000 cronógrafos encargados. En el período de entreguerras, Joseph Auricoste desarrolló y diversificó su actividad, abarcando desde relojes de joyería para damas adineradas hasta cronógrafos deportivos destinados a las pistas de atletismo, pasando por instrumentos de medición, como los barómetros. También se convirtió en proveedor de relojes para los edificios de la Armada francesa, y equipó el crucero pesado Tourville y el acorazado Richelieu.
Después de la Segunda Guerra Mundial, Joseph Auricoste fue elegido miembro del Consejo de la Société Chronométrie de France. Tras la jubilación de Joseph Auricoste, fue su hijo Pierre quien dirigió la empresa.
En 1953 la marca lanzó el Type 20, un reloj de pulsera cronógrafo especialmente diseñado para pilotos de combate de la Fuerza Aérea Francesa.
En 1954, el Ministerio de Defensa de Francia convocó una licitación para el suministro de relojes para sus tropas. Los relojes Auricoste fueron seleccionados por el ejército, junto con los presentados por Breguet, Vixa y Dodane. A raíz del pedido realizado por el ejército, se entregaron 2.000 cronógrafos Auricoste Type 20, la mayoría de ellos para equipar a los pilotos de la fuerza aeronaval.
En 1980 la marca Auricoste fue comprada por Claude Tordjmann, un empresario que ya importaba a Francia cronógrafos Hanhart.